# Long Beach, Cal.
Long Beach, Cal. è un cortometraggio muto del 1916. Il nome del regista non viene riportato nei credit.

## Produzione
Il film fu prodotto dalla Essanay Film Manufacturing Company.

## Distribuzione
Il film - un documentario di 150 metri - uscì nelle sale cinematografiche USA il 13 dicembre 1916. Nelle proiezioni, veniva programmato con il sistema dello split reel, accorpato in un'unica bobina con un altro cortometraggio, il cartone animato Canimated Nooz Pictorial, No. 21.